# اورسته موریکا
اورسته موریکا (ایتالیایی: Oreste Moricca; ۵ اوت ۱۸۹۱ – ۲۱ ژوئن ۱۹۸۴) شمشیرباز اهل ایتالیا بود.
وی در مسابقات کشوری و بین‌المللی در مجموع برندهٔ ۱ مدال طلا، ۱ مدال برنز شده‌است.